# Stoke-on-Trent Central (circonscription du Parlement britannique)
Circonscription parlementaire de la Chambre des communes
La circonscription de Stoke-on-Trent Central est une circonscription électorale du Royaume-Uni. Elle est située dans le comté de Staffordshire et couvre, comme son nom l'indique, une partie de la ville de Stoke-on-Trent.

## Géographie
La circonscription comprend :
- Les villes de Stoke-on-Trent et Hanley
  - Les banlieues d'Etruria (en), Bucknall, Birches Head, Bentilee et Shelton
- Les villages et paroisses civiles de Trent Vale, Penkhull, Hartshill, Mount Pleasant et Abbey Hulton

## Députés
Les Members of Parliament (MPs) de la circonscription sont :
| Élection     | Député        | Parti  | Parti        | Majorité |
| ------------ | ------------- | ------ | ------------ | -------- |
| 1950         | Barnet Stross |        | Travailliste | 16 547   |
| 1951         | Barnet Stross | 15 490 | Travailliste |          |
| 1955         | Barnet Stross | 12 355 | Travailliste |          |
| 1959         | Barnet Stross | 10 425 | Travailliste |          |
| 1964         | Barnet Stross | 12 102 | Travailliste |          |
| 1966         | Robert Cant   | 14 148 | Travailliste |          |
| 1970         | Robert Cant   | 7 531  | Travailliste |          |
| février 1974 | Robert Cant   | 11 748 | Travailliste |          |
| octobre 1974 | Robert Cant   | 14 653 | Travailliste |          |
| 1979         | Robert Cant   | 12 603 | Travailliste |          |
| 1983         | Mark Fisher   | 8 250  | Travailliste |          |
| 1987         | Mark Fisher   | 9 770  | Travailliste |          |
| 1992         | Mark Fisher   | 13 420 | Travailliste |          |
| 1997         | Mark Fisher   | 19 924 | Travailliste |          |
| 2001         | Mark Fisher   | 11 845 | Travailliste |          |
| 2005         | Mark Fisher   | 9 774  | Travailliste |          |
| 2010         | Tristram Hunt | 5 566  | Travailliste |          |
| 2015         | Tristram Hunt | 5 179  | Travailliste |          |
| 2017         | Gareth Snell  | 2 620  | Travailliste |          |
| 2017         | Gareth Snell  | 3 897  | Travailliste |          |
| 2019         | Jo Gideon     |        | Conservateur | 670      |

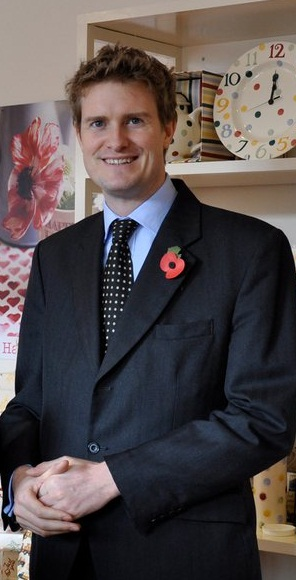
Tristram Hunt (2010-2017)
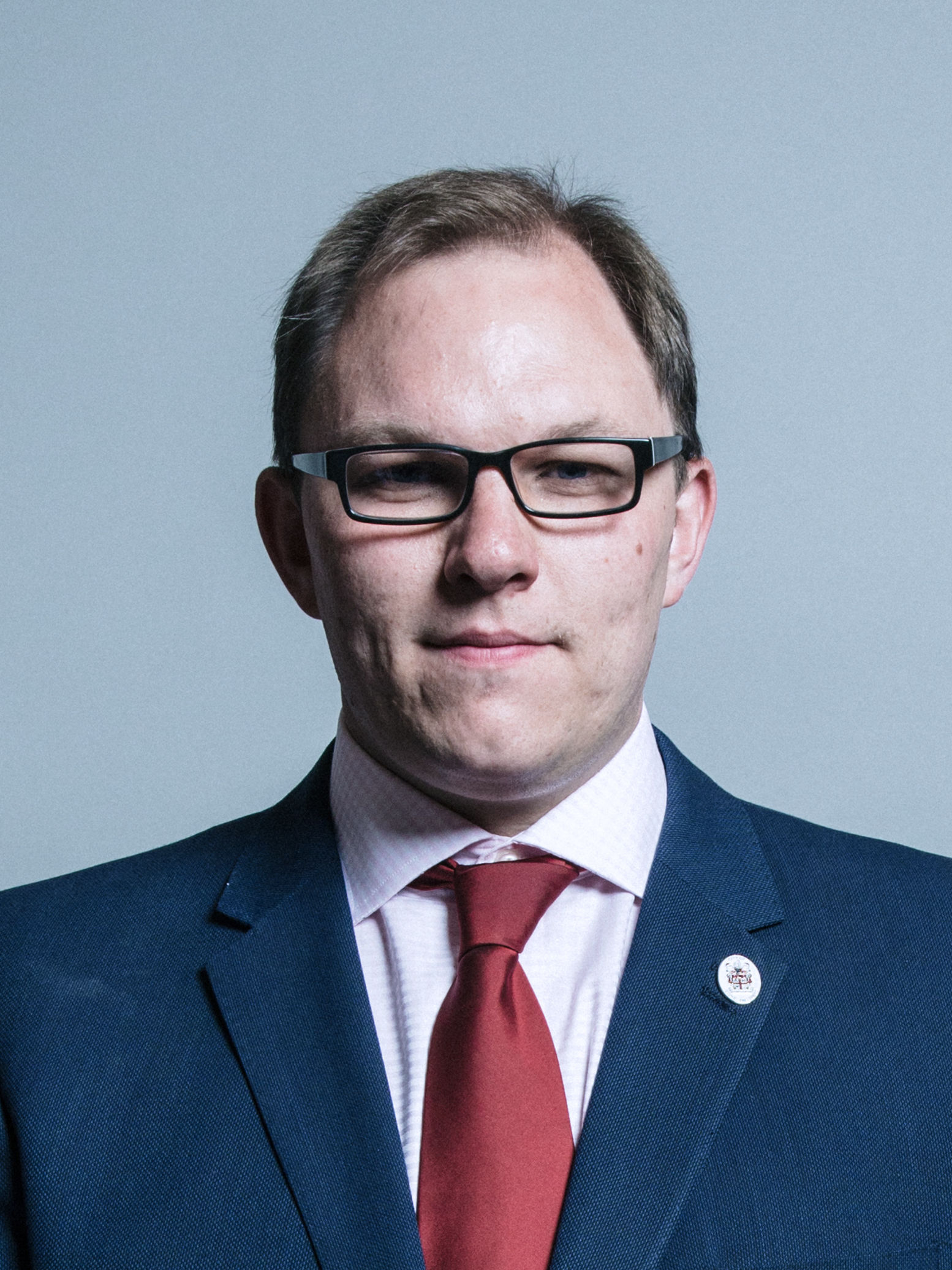
Gareth Snell (2017-2019)